# Георги Стоянов (режисьор)
Вижте пояснителната страница за други личности с името Георги Стоянов.
Георги Костов Стоянов-Мрамор е български актьор, сценарист и режисьор, заслужил артист.

## Биография
Роден е в град Москва на 27 юли 1936 г. Завършва през 1959 г. топлотехника в МЕИ в Москва. Започва работа в Котлостроителния завод „Георги Кирков“ в София като инженер.
В периода 1961 – 1963 г. учи в Париж кинорежисура и режисура на монтажа в Института за висше кинематографически изкуство. От 1963 г. е на работа в Студията за хроникални и документални филми. В периода 1965 – 1984 е режисьор и художествен ръководител на редица филми в Студията за игрални филми. През 1970 г. влиза в Съюза на българските филмови дейци. От 1971 г. е член на БКП. От 1984 г. е председател на Съюза на българските филмови дейци. Членува в Пленума на Градския комитет на БКП в София. От 1986 до 1990 г. е кандидат-член на ЦК на БКП.
Народен представител в IX народно събрание.
Женен е за актрисата Добринка Станкова до смъртта ѝ на 29 юни 2022 г.

## Филмография
Като режисьор
- Онова нещо (1991)
- Брачни шеги (1989)
- Константин Философ (1983)
- Прозорецът (1980)
- С изкуство, не със сила (1979)
- Пантелей (1978)
- Щурец в ухото (1976)
- Къщи без огради (1974)
- Трета след слънцето (1972)
- Птици и хрътки (1969)
- Случаят Пенлеве (1968)
- Дрямка (1965)
- План (1965)
- Първи балкански филмов фестивал (1965)
- Жеко Манолов (1964)

Като сценарист
- Едуард Захариев и документалното кино (2001) – реж. и съсценарист Оскар Кристанов
- Брачни шеги (1989)
- Прозорецът (1980)
- Дрямка (1965)

Като актьор
- Мъжка песен (1979) - бригадир
- Допълнение към Закона за защита на държавата (1976) – Тодор Страшимиров
- Стихове (1972)
- Трета след слънцето (1972) – Еден
- Човекът в сянка (1967) - Масларов, капитан II ранг на кораба „Хемус“
- Джеси Джеймс срещу Локум Шекеров (1966)